# Héraion na Samu
Samský Héraion byl antický chrám na jihu řeckého ostrova Samos. Svou rozlohou patřil mezi největší chrámy starověkého Řecka. V současné době z něj však zbyly jen trosky s patrným půdorysem a přibližně polovina jednoho ze sloupů. Pozůstatky jsou i tak cennou historickou i archeologickou lokalitou. Od roku 1992 je chrám navíc součástí světového dědictví.